# 에니그마 (2001년 영화)
《에니그마》(Enigma)는 영국에서 제작된 마이클 앱티드 감독의 2001년 드라마, 미스터리, 멜로/로맨스 영화이다. 각본은 로버트 해리스의 소설 이니그마를 참고한 것이다. 더그레이 스콧 등이 주연으로 출연하였고 믹 재거 등이 제작에 참여하였다. 음악을 맡은 존 배리의 마지막 영화 작품이다.

## 출연

### 주연
- 더그레이 스콧
- 케이트 윈슬렛

### 조연
- 제레미 노덤
- 세프론 버로우스
- 니콜라이 코스터-왈도
- 톰 홀랜더
- 코린 레드그레이브

## 기타
- 원작자: 로버트 해리스
- 공동제작: 데이비드 브라운
- 협력프로듀서: 아테 드 종
- 미술: 존 비어드
- 의상: 셜리 러셀
- 배역: 아만다 맥키 존슨
- 배역: 캐시 샌드리치
- 배역: 메리 셀웨이

## 같이 보기
- 에니그마의 해독